# 二本松市立二本松第三中学校
二本松市立二本松第三中学校（にほんまつしりつ にほんまつだいさんちゅうがっこう）は、福島県二本松市大作にある公立中学校である。

## 教育目標
『ゆたかに、たくましく』
- 自律 自分で考え正しく判断し的確に行動する
- 創造 基礎的な力をたくわえ自分の課題に向かって能力を十分に発揮する
- 友愛 相手の立場を尊重し悩みを分かち合いながら協力して向上する

## 沿革
- 1981年4月に同市立岳下中学校と杉田中学校が統合して設立された。初年度は、1学年と2学年が4クラス、3学年が3クラスだった（3学年は、1966年4月〜1967年3月生まれが該当、1966年生まれは丙午のため少ない）。

## 校歌
- 作詞：丘灯至夫、作曲：古関裕而[2]

## 進学前小学校
- 二本松市立岳下小学校[3]
- 二本松市立安達太良小学校[3]
- 二本松市立原瀬小学校[3]
- 二本松市立杉田小学校[3]